# Küstensiedlung von Cala Morell
Die Küstensiedlung von Cala Morell (katalanisch Assentament costaner de Cala Morell oder Poblat de Cala Morell) ist eine archäologische Fundstätte in der Gemeinde Ciutadella im Westen der spanischen Baleareninsel Menorca. Die bronzezeitliche Siedlung aus naviformen Häusern stammt aus der Mitte des 2. Jahrtausends v. Chr.

## Lage

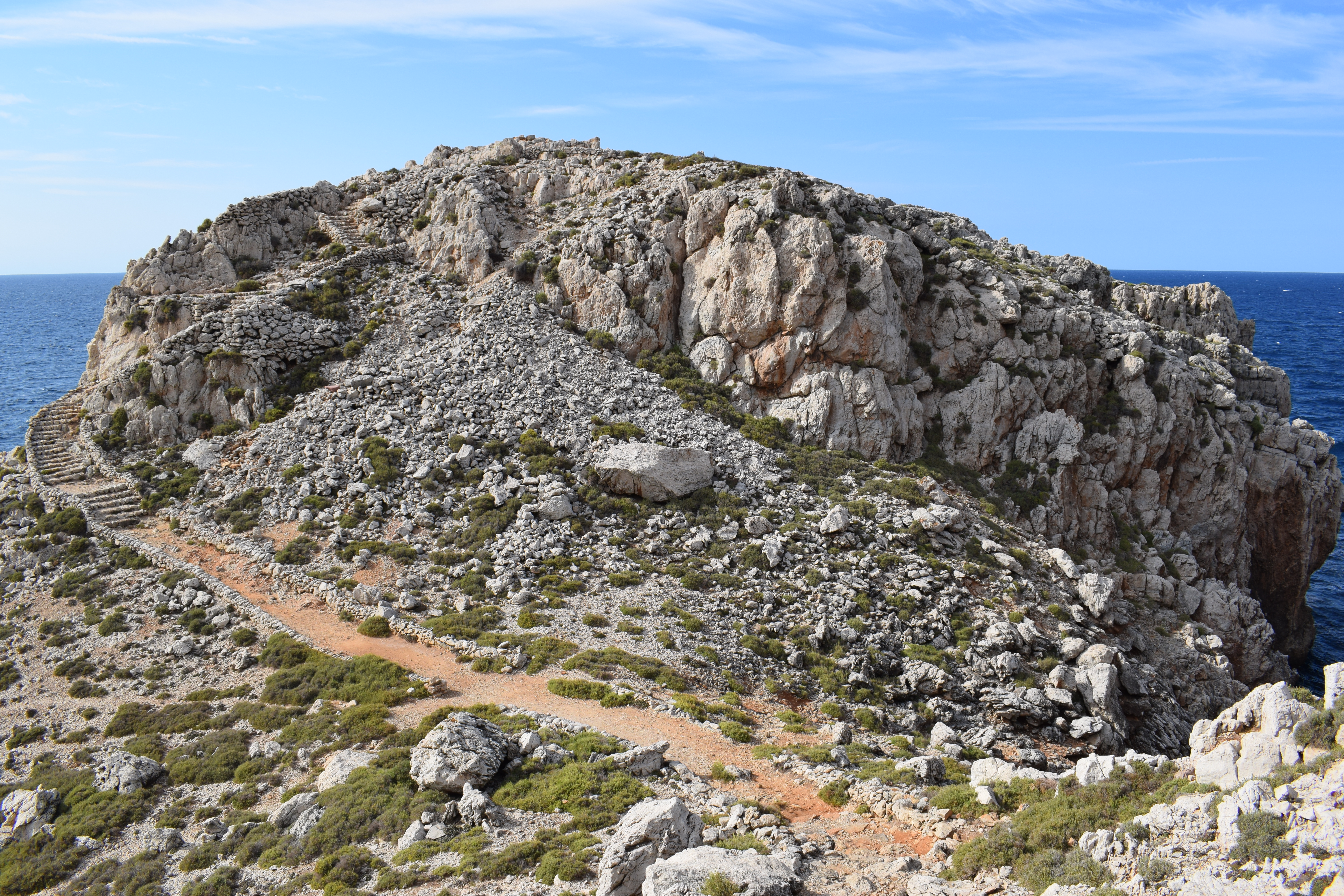
Landspitze Es Coll de Cala Morell, auf der sich die Fundstätte befindet

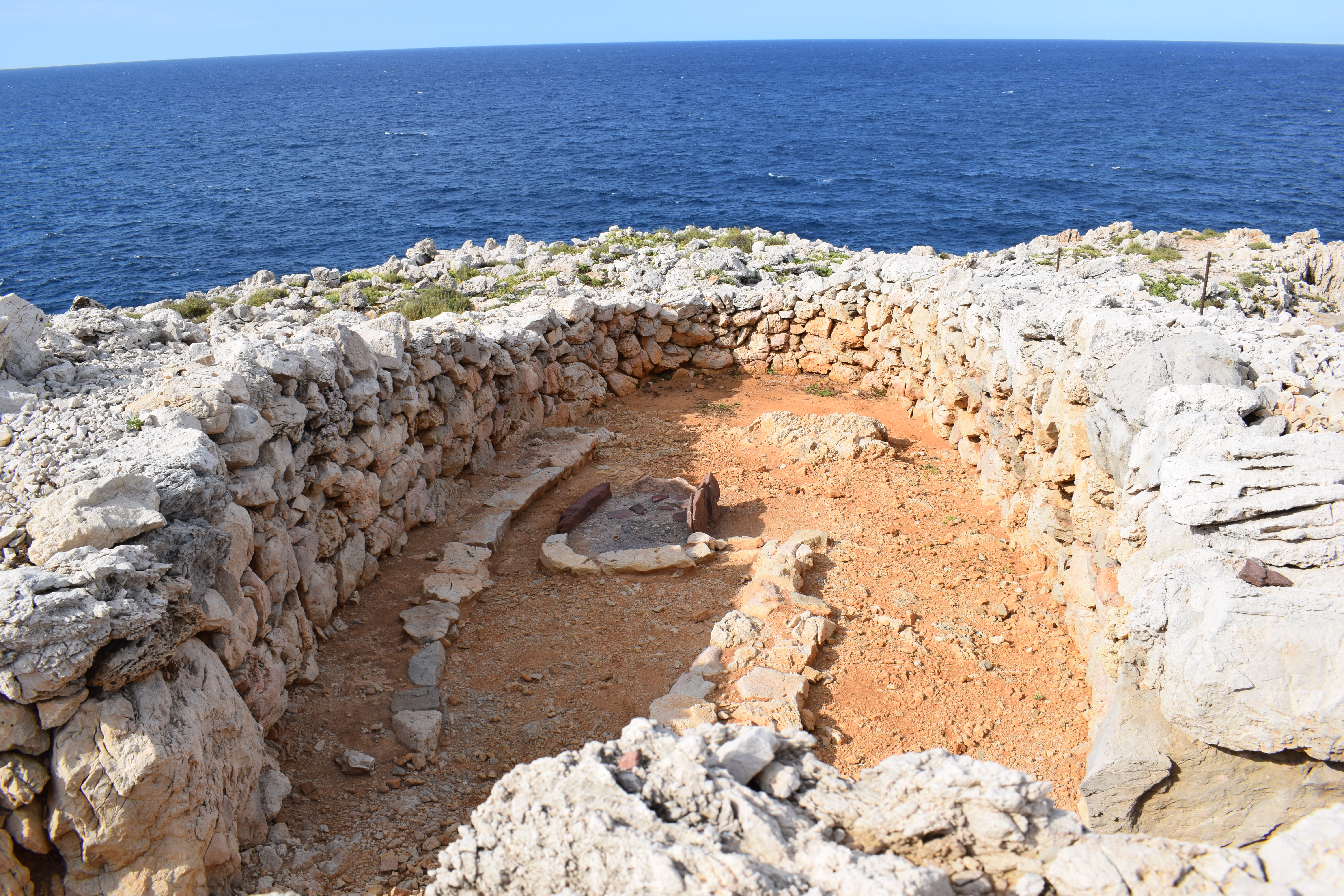
Naviforme 11 mit Feuerstelle und zwei Steinbänken

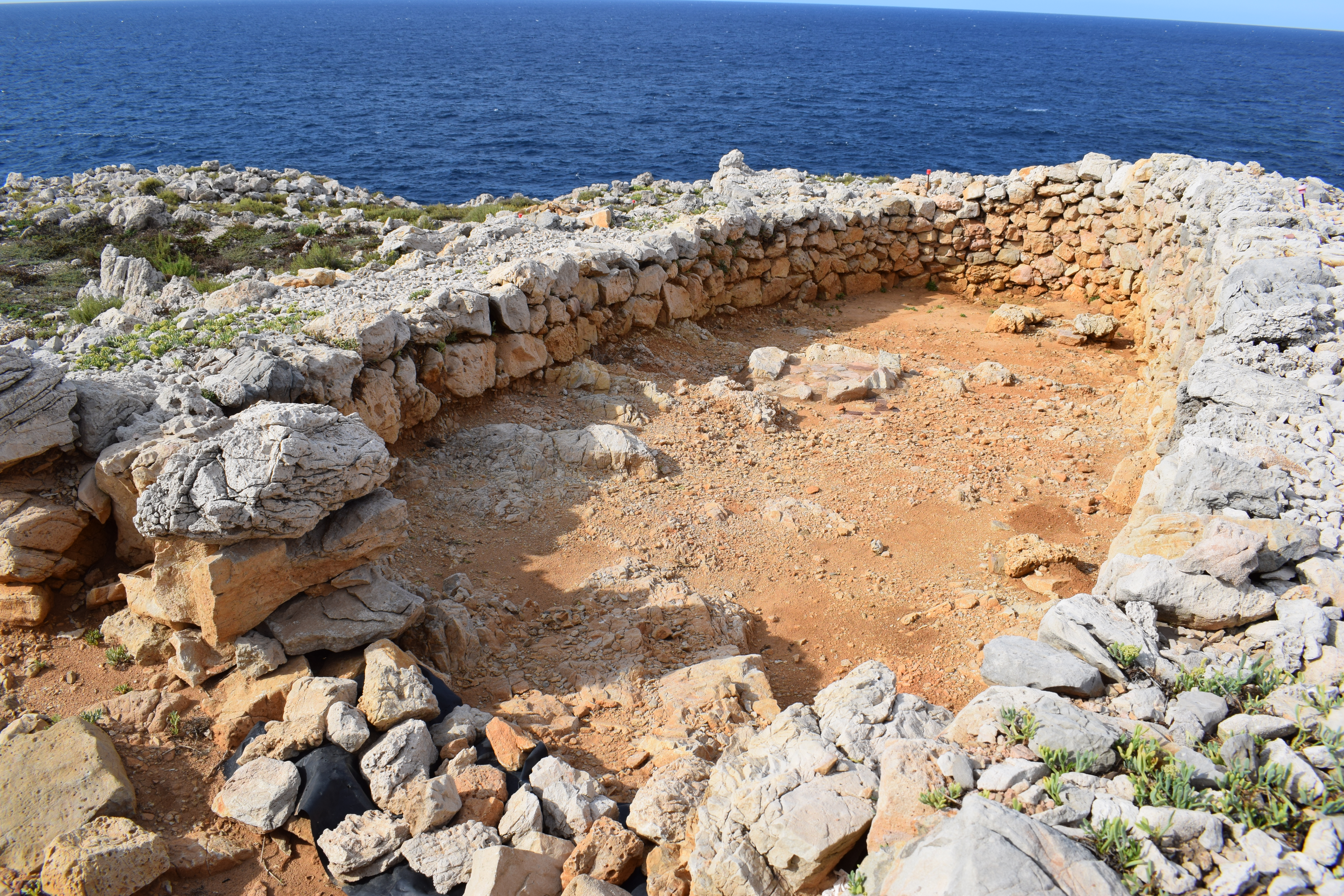
Naviforme 12

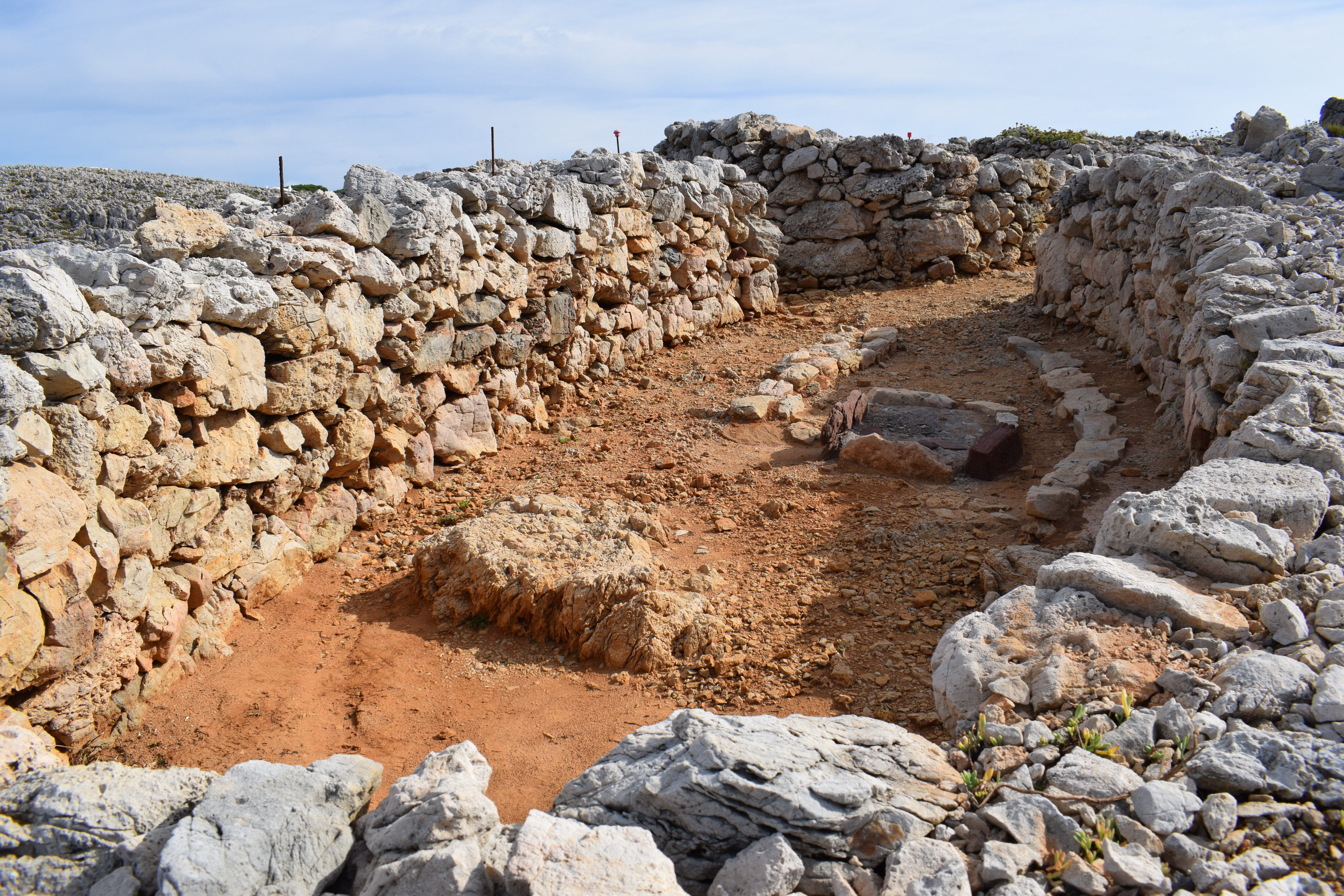
Blick in Naviforme 11 von der Apsis aus

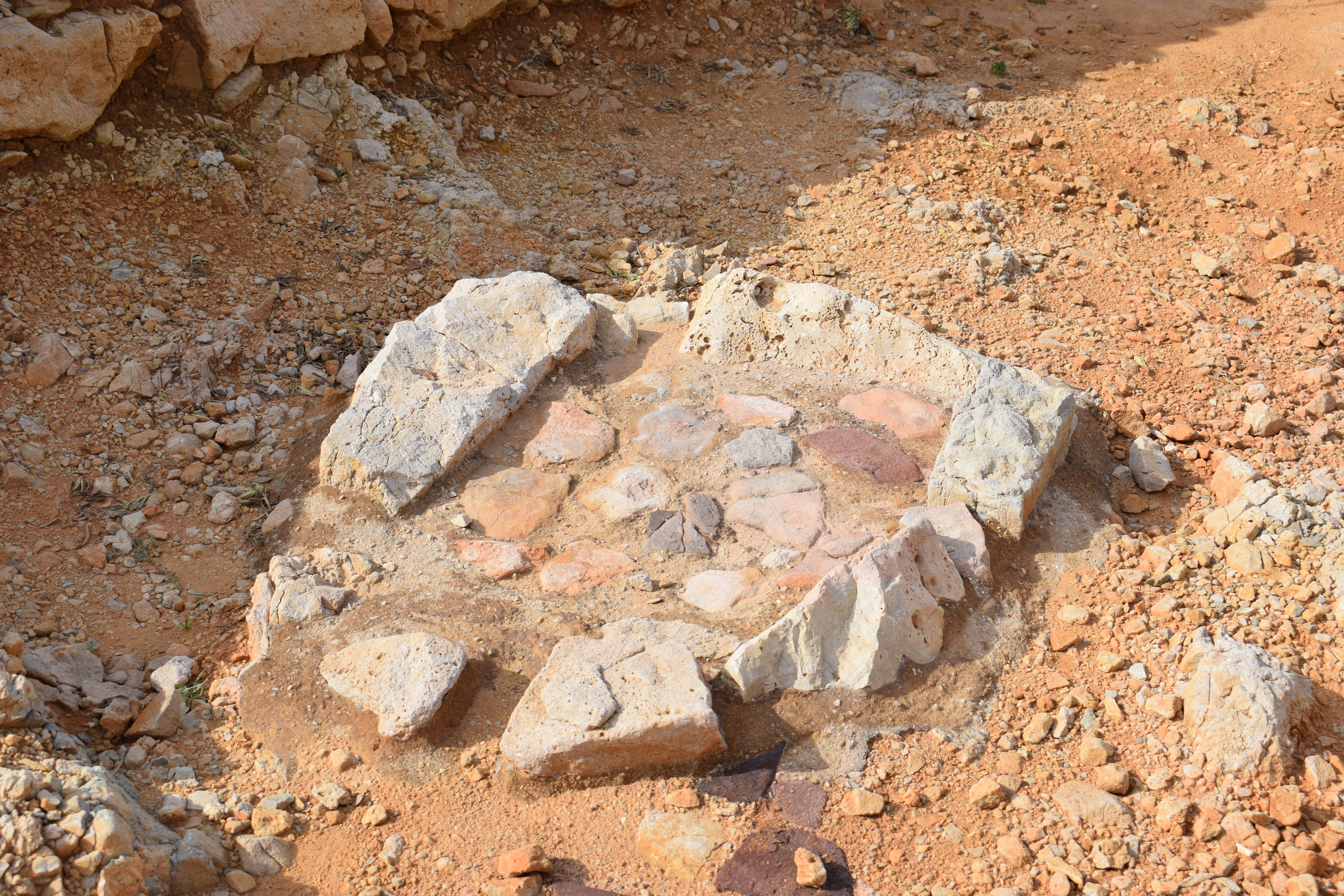
Feuerstelle in Naviforme 12

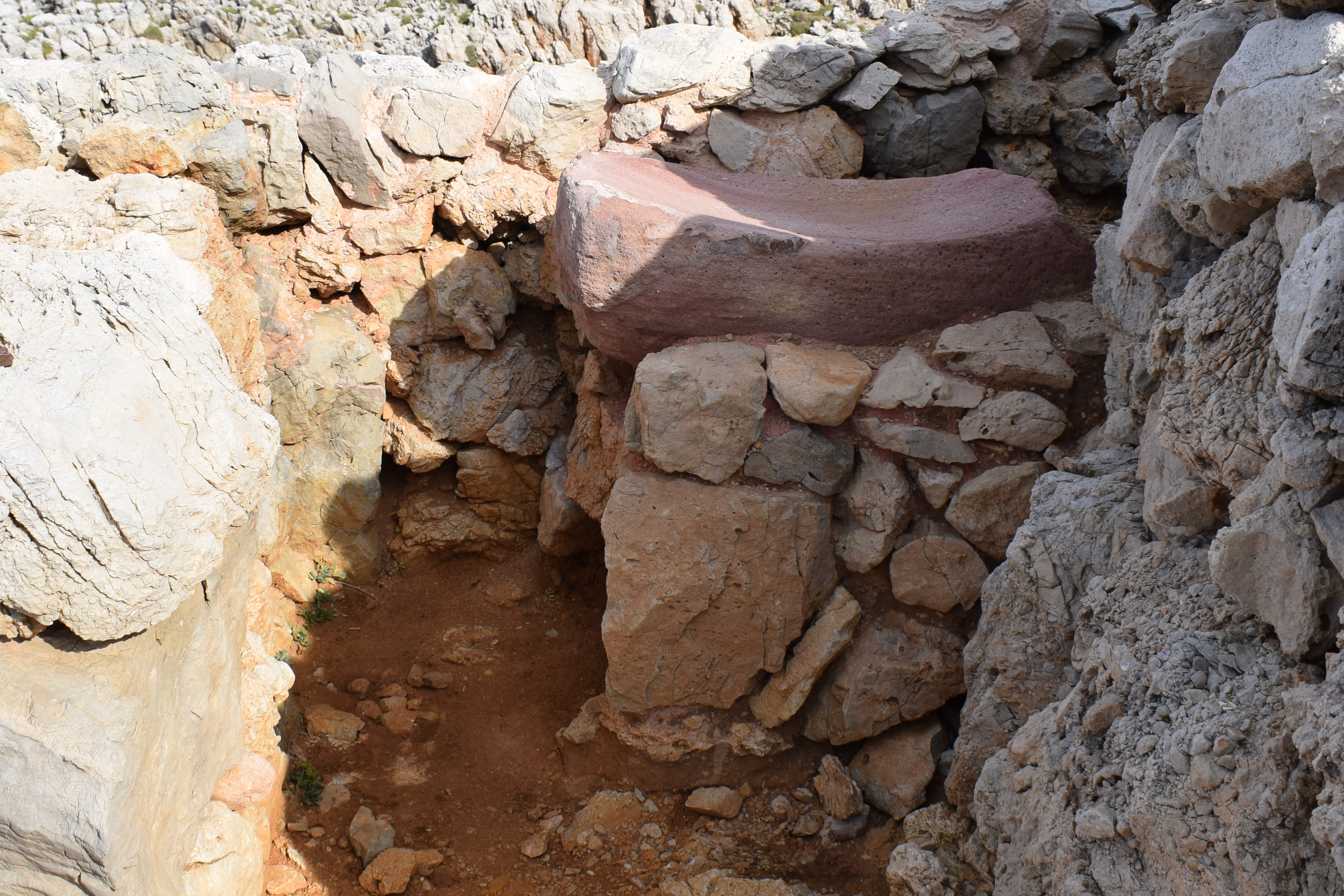
Mahlstein in einer Nische vor dem Eingang in Naviforme 11

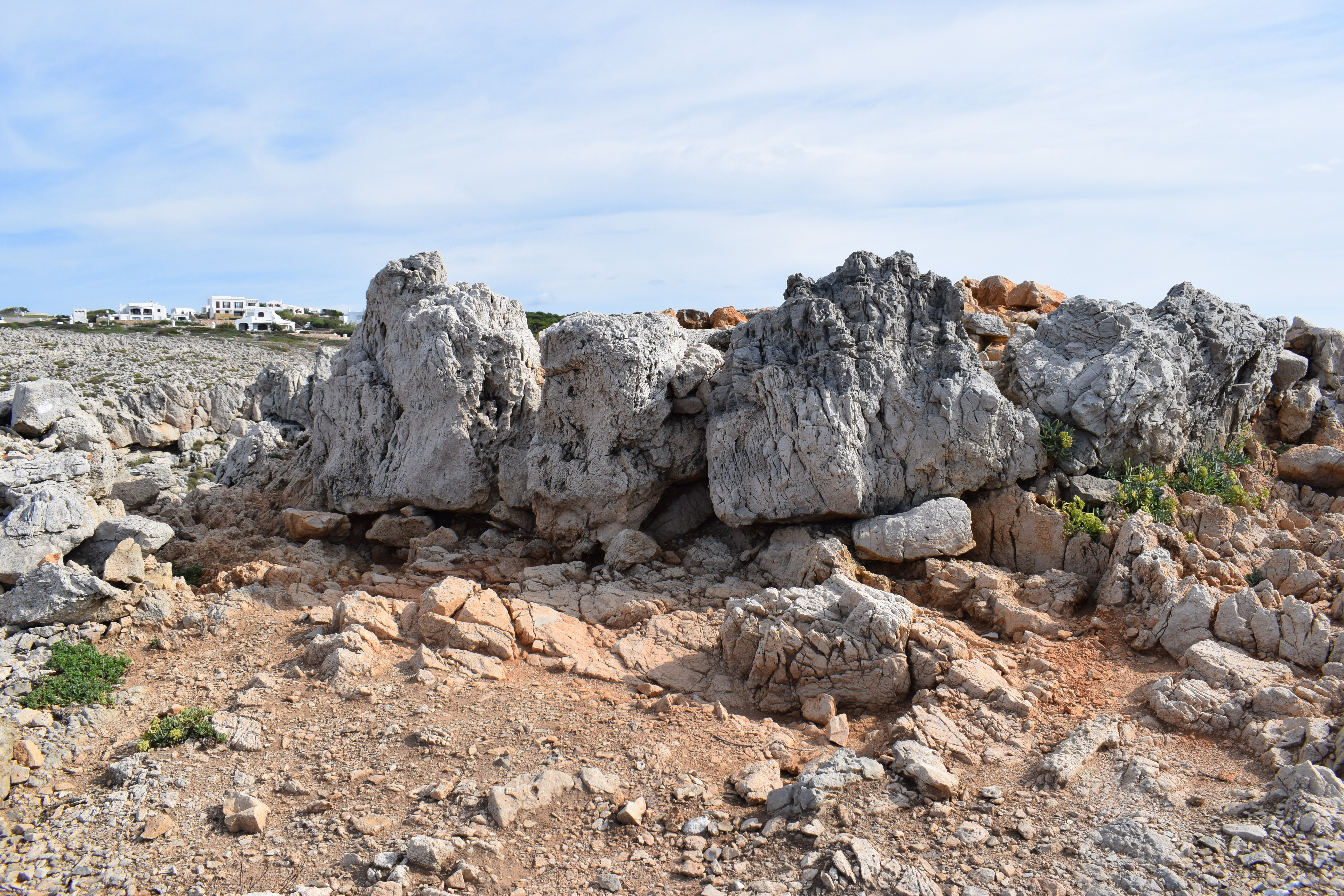
Große Steine der runden Baustruktur

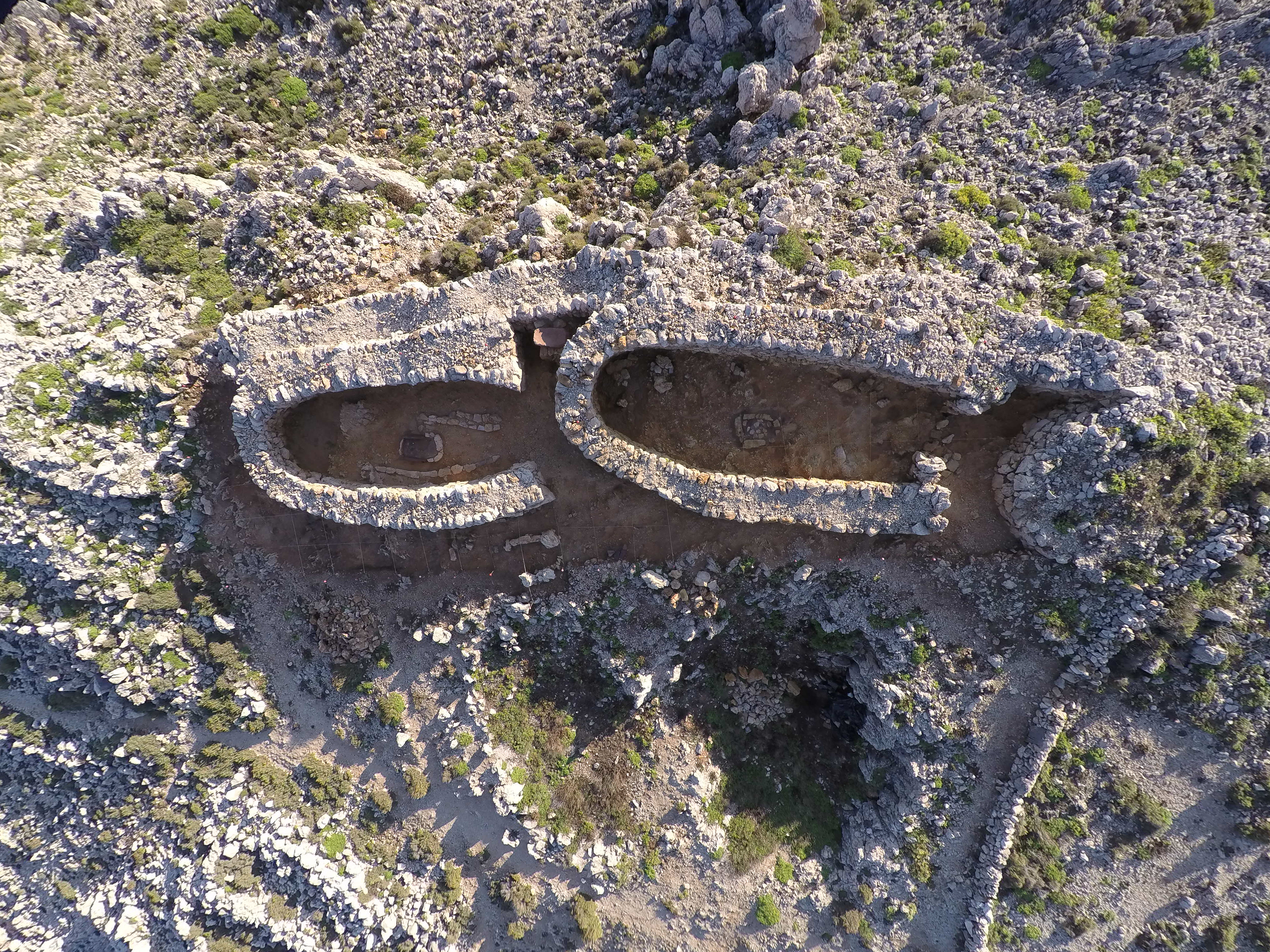
Luftbild der Naviformen 11 und 12

Die Fundstätte liegt im westlichen Teil der Nordküste Menorcas auf der Landspitze Es Coll de Cala Morell, die die Bucht von Cala Morell im Norden begrenzt. Von der gleichnamigen Feriensiedlung führt ein in einem Treppenweg endender Pfad zu den Resten der Siedlung hinauf. An einem Aussichtspunkt auf diesem Weg vermittelt eine Schautafel Informationen zur Archäologie des Geländes.
Eine weitere bedeutende Fundstätte, die Nekropole von Cala Morell, befindet sich südlich in einer Entfernung von etwa 850 m.

## Grabungen
Mitte der 1990er Jahre nahmen Gustau Juan und Lluis Plantalamor eine erste Vermessung der Küstensiedlung vor und identifizierten eine Mauer, dreizehn Wohnhäuser, zwei künstliche Wasserbecken und eine runde Struktur unbekannter Funktion. Im Rahmen des Forschungsprojekts „Entre Illes“ („Zwischen den Inseln“), das bronzezeitliche Küstensiedlungen auf Mallorca und Menorca studiert, wurden auf dem Coll de Cala Morell seit 2011 jährlich Grabungen unter Leitung von Montserrat Anglada durchgeführt. Dabei wurden zwei Wohnhäuser, die Naviformes 11 und 12, freigelegt und wissenschaftlich untersucht. Seit 2015 konzentrieren sich die Grabungsarbeiten auf das runde Bauwerk im Süden.

## Beschreibung
Die Küstensiedlung von Cala Morell liegt auf einer schwer zugänglichen felsigen Landspitze in etwa 35 m Höhe über dem Meer. Nach Osten ist sie durch eine Steinmauer geschützt.
Bei den gefundenen Wohnhäusern handelt sich um Naviformes. Das ist ein Gebäudetyp aus doppelwandigem Trockenmauerwerk, der einen langgestreckten hufeisenförmigen Grundriss besitzt und in einer Apsis endet. Der Eingang befindet sich stets an der kurzen Seite gegenüber der Apsis. Die Dächer der Naviformes bestanden gewöhnlich aus Ästen, kleineren Steinen und Erde. Die meisten Häuser der Küstensiedlung von Cala Morell sind nach Süden oder Südwesten ausgerichtet. Sie sind etwa acht Meter lang und bis zu drei Meter breit. Die ausgegrabenen Naviformes 11 und 12 gehören zu fünf Häusern, die hintereinander aufgereiht an der östlichen Begrenzungsmauer stehen. Die erhaltenen Reste der Häuserwände sind für den exponierten, der Winderosion ausgesetzten Ort erstaunlich hoch und aus – im Vergleich zu anderen Naviformes, deren Außenwände in Zyklopentechnik ausgeführt sind – relativ kleinen Steinen geschichtet. Im Inneren von Naviforme 11 ist eine rechteckige Feuerstelle erhalten, die von flachen Steinbänken eingefasst ist. In einer Nische, die aus den Wänden der beiden Naviformes und der Mauer gebildet wird, befindet sich rechts vor dem Hauseingang ein Mahlstein auf einer kleinen Steinbank, was den Schluss zulässt, dass Getreide ein Nahrungsbestandteil der früheren Bewohner war. In den Häusern selbst fand man Knochenreste von Ziegen, Schafen, Schweinen und Rindern. Trotz der Nähe des Meeres konnten dagegen keine Reste von Fischen oder Muscheln nachgewiesen werden. Neben Keramikscherben wurden kleine Knochen- und Steinwerkzeuge wie Ahlen gefunden.
Unmittelbar westlich von Naviforme 12 befinden sich zwei künstliche Vertiefungen von etwa acht mal vier Metern Größe, die man als Speicher von Regenwasser deutet. Weiter südlich, auf dem höchsten Punkt der Landspitze befindet sich eine runde Baustruktur, deren Ausgrabung im Oktober 2015 begonnen hat. Die Annahme, es könnte sich um eine Art Landmarke mit der Funktion eines Leuchtturms gehandelt haben, konnte bislang nicht durch Funde belegt werden.
Die Ergebnisse von Radiokarbonanalysen an Proben aus Naviforme 11 stellten für die Archäologen eine Überraschung dar. Man hatte vor dem Beginn der Grabungen erwartet, eine der zuletzt gebauten naviformen Siedlungen vor sich zu haben, deren Bewohner durch neue Entwicklungen in der Inselgesellschaft am Übergang zum Prototalayotikum (im 11. Jahrhundert v. Chr.) an den Rand gedrängt worden wären. Es zeigte sich aber, dass Naviforme 11 aus der Zeit zwischen 1600 und 1450 v. Chr. stammt und also am Beginn der naviformen Phase entstanden ist. Damit blieb die Frage zunächst offen, warum die Siedlung an diesem unwirtlichen Ort, weitab von Weiden oder Ackerland, errichtet worden ist. Der Vorzug des Orts, dass er leicht zu verteidigen war, deutet auf soziale Konflikte in der bronzezeitlichen Gesellschaft hin.

## Denkmalschutz
Die Fundstätte ist in der spanischen Datenbank für Kulturgüter (Bienes de Interés Cultural) unter der Nummer R-I-51-0003363 als Monumento registriert.
Die prähistorische Siedlung gehört zu den 32 archäologischen Stätten, die Spanien am 14. Januar 2016 als „Talayotische Kultur Menorcas“ offiziell für eine Aufnahme in die UNESCO-Liste des Welterbes vorschlug. Das Welterbekomitee stellte den Antrag auf seiner 41. Sitzung im Juli 2017 zurück und forderte Nachbesserungen. Zu den 24 Stätten die 2023 als „Talayotisches Menorca“ Weltkulturerbe wurden, gehört die Küstensiedlung von Cala Morell nicht.